# Oberstorcha
Oberstorcha è stato un comune austriaco nel distretto di Südoststeiermark (fino al 31 dicembre 2012 distretto di Feldbach), in Stiria. È stato soppresso il 31 dicembre 2014 e dal 1º gennaio 2015 il suo territorio è stato ripartito tra i comuni di Paldau (frazioni di Reith e Unterstorcha) e di Kirchberg an der Raab (frazione di Oberstorcha).